# Adam Balski
Adam Balski (* 13. November 1990 in Kalisz ) ist ein polnischer Profiboxer im Cruisergewicht. 

## Amateurkarriere
Adam Balski trainierte in der Boxabteilung von KKS Kalisz und wurde 2010 Polnischer U20-Meister im Halbschwergewicht.

## Profikarriere
Er bestritt sein Profidebüt im Dezember 2013 und gewann 15 Kämpfe in Folge, darunter gegen Waleri Brudow (43-9) und Łukasz Janik (28-3). Im Mai 2021 verlor er beim Kampf um den Titel IBF-Intercontinental-Champion gegen Mateusz Masternak (43-5). Im Mai 2022 verlor er zudem nach Punkten gegen Alen Babić (10-0).